# Tonande labiovelar approximant
En tonande labiovelar approximant eller labiovelart v är ett konsonant språkljud. Det tecknas i IPA som [w]. Ljudet förekommer vanligtvis inte i svenska, med undantag för somliga dialekter och i vissa engelska lånord, såsom i ”Wales”. Oftast representeras det med grafemet ⟨w⟩.[källa behövs] Ljudet är en halvvokal och dess vokaliska motsvarighet är den slutna bakre orundade vokalen [u]. Ljudet har en tonlös motsvarighet, se tonlös labiovelar approximant.

## Egenskaper
Egenskaper hos den labiovelara approximanten:
- Den är pulmonisk-egressiv, vilket betyder att den uttalas genom att lungorna trycker ut luft genom talapparaten.
- Den är tonande, vilket betyder att stämläpparna är spända under uttalet och därmed genererar en ton.
- Den är en labialiserad velar konsonant,  vilket betyder att den uttalas genom att tungryggen trycks mot mjuka gommen samtidigt som läpparna rundas.
- Den är en approximant, vilket betyder att den uttalas utan någon påtaglig förträngning.

## Användning i språk
Den labiovelara approximanten används i flera större språk såsom mandarin, kantonesiska, engelska, spanska, franska, italienska, nederländska, med flera. I vissa svenska dialekter förekommer ljudet i de ord som tidigare stavades med hv, såsom hvar och hvem; dessa förändringar är ej alltid konsekventa. I älvdalskan förekommer ljudet lite varstans, och stavas efter engelskan.